# الغزو الفرنسي لمالطا
كلل الغزو الفرنسي لجزيرتي مالطا وغودش بالنجاح (بالمالطية: Invażjoni Franċiża ta' Malta)‏، وكانتا تحت حكم القديس يوحنا عندما غزاهما نابليون بونابرت قائد الجمهورية الفرنسية الأولى عام 1798 كجزء من حملة البحر المتوسط التي قامت بها الثورة الفرنسية.
قاوم كل من النظام الحاكم والميليشيا المالطية عمليات الإنزال الأولية، ولكن في أقل من يوم سيطر الفرنسيون على الأرخبيل المالطي بأكمله باستثناء منطقة المرفأ المحصنة جيدًا والتي ضمت العاصمة فاليتا. وكان لدى النظام الوسائل اللازمة لمقاومة الحصار، ولكن سلسلة من الظروف بما في ذلك السخط بين الأفراد الفرنسيين القاطنين في مالطا، وكذلك السكان المالطيين الأصليين أدت إلى هدنة انتهت باستسلام النظام.
وعليه أنهى الغزو حكم الإسبتارية الذي دام 268 عامًا في مالطا، وأسفر عن الاحتلال الفرنسي لمالطا. بعد بضعة أشهر من الغزو، أدى السخط بسبب الإصلاحات التي كانت تجري إلى انتفاضة تطورت إلى حصار للحامية الفرنسية من قبل المتمردين المالطيين بمساعدة البريطانيين، والنابوليين، والبرتغاليين.  استمر الحصار لمدة عامين، وانتهى باستسلام الفرنسيين للبريطانيين عام 1800، فأصبحت مالطا محمية وبدأ 164 عامًا من الحكم البريطاني.

## خلفية

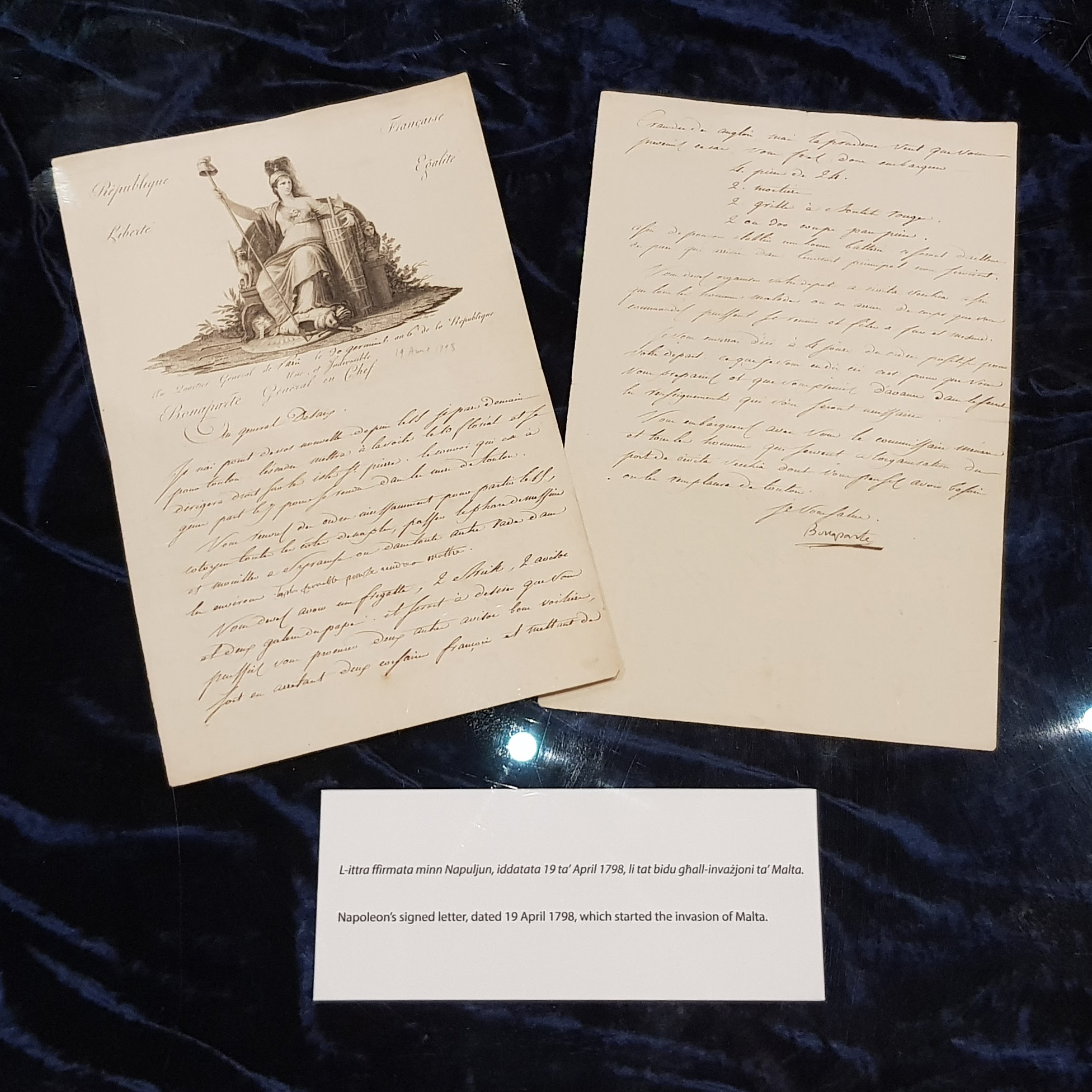
رسالة مؤرخة في 19 أبريل 1798 كتبها نابليون أمر فيها الجنرال لويس دوزيه بالإبحار من تشيفيتافيكيا والالتقاء به في مالطا.

خلال القرن الثامن عشر، بدأ نظام القديس يوحنا في التدهور إذ أصبحت وظيفته في محاربة الغزاة المسلمين قديمة. واعتمد على فرنسا، التي كانت مصدرًا مهمًا للإيرادات، وكان غالبية أعضاء النظام فرنسيين. تلقى النظام انتكاسات كبيرة بعد الثورة الفرنسية، وبحلول عام 1792 كانت هناك صعوبات مالية خطيرة. في غضون ذلك، بدأت فرنسا والقوى الأوروبية الكبرى الأخرى في الاهتمام بمالطا بسبب موقعها الاستراتيجي في وسط البحر الأبيض المتوسط ونظام التحصينات الذي كان من أقوى الأنظمة في أوروبا.
بحلول مارس 1798 تلقى النظام معلومات تفيد بأن الفرنسيين كانوا يحشدون الأسلحة في تولون. ومع ذلك، اعتقِد أنهم كانوا يستعدون لشن هجوم على البرتغال وأيرلندا، ولم يعتقد السيد الأكبر فردناند فون هومبتش زو بوليم أن الهجوم على مالطا كان وشيكًا. ربما أبلِغ هومبتش بالهجوم في 4 يونيو، على الرغم من أن صحة الوثيقة المعنية كانت موضع خلاف.

## الغزو

### 6-9 يونيو: وصول الأسطول الفرنسي والإنذار النهائي

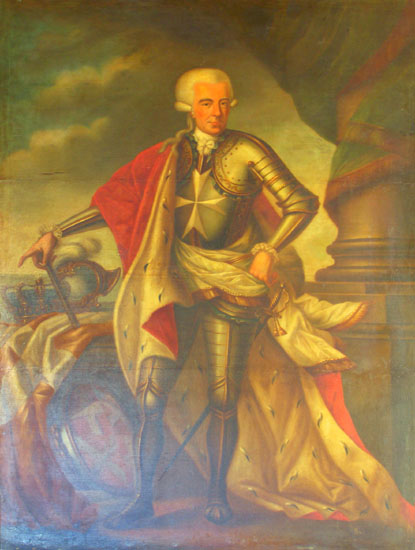
لوحة لفردناند فون هومبتش زو بوليم، آخر سيد كبير حكم مالطا

شوهد الأسطول الفرنسي قبالة غودش في 6 يونيو، فاستدعى هومبتش كلًا من مجلس الحرب والميليشيا. كان الجنود والميليشيات المالطية بقيادة أعضاء النظام مسؤولين عن الدفاع عن المدن المحصنة في منطقة جراند هاربور: فاليتا، وفلوريانا، وبيرجو، وسنجليا، وكوسبيكو. كان من المقرر أن تدافع ميليشيا البلد وبعض الفرسان بما في ذلك أفراد من البحرية التابعة للنظام عن المستوطنات الأخرى والخط الساحلي.
في غضون ذلك، استعد الفرنسيون للإنزال واحتلال الجزر المالطية. في 9 يونيو أرسل نابليون مساعده جان أندوش جونو لطلب الإذن من السيد الأكبر ليسمح للأسطول الفرنسي بالبقاء في المياه المالطية. دعا هومبتش مجلسه للاجتماع ومناقشة ما إذا كان ينبغي السماح لهم أم لا، وتقرر السماح لأربع سفن فقط بدخول الميناء مرةً واحدةً. كان هذا وفقًا لقانون قديم يحظر دخول أكثر من أربع سفن من الدول المسيحية الموانئ المالطية دفعةً واحدة خلال فترات القتال.
في 10 يونيو أملى نابليون إنذارًا كتبه ووقعه كارسون، وسُلم إلى هومبتش. أشارت الرسالة إلى خيبة أمل نابليون من رفض النظام السماح لمزيد من السفن الفرنسية بدخول الموانئ، ملمحًا إلى أن القوات الفرنسية كبيرة ولا جدوى من أي مقاومة. طلبت الرسالة أيضًا من هومبتش إبرام تسوية لتجنب الأعمال العدائية. وذكر أن الفرنسيين يتعاملون مع النظام باعتباره عدوًا، لكنه وعد باحترام دين، وعادات، وممتلكات السكان المالطيين.

### 10 يونيو: الإنزال الفرنسي والمقاومة الأولية
في صباح يوم 10 يونيو، بدأ الفرنسيون إنزال قواتهم في أربعة مواقع مختلفة من الجزر المالطية: خليج سانت بول، وسانت جوليان، ومرسى شلوق في البر الرئيسي لمالطا، والمنطقة المحيطة بخليج رملا في غودش.

#### الإنزال في خليج سانت بول
أنزِلت القوات بقيادة لويس باراغوي دي هيليرس في خليج سانت بول في شمال مالطا. أبدى المالطيون بعض المقاومة، لكنهم سرعان ما أجبروا على الاستسلام. تمكن الفرنسيون من الاستيلاء على جميع التحصينات المشرفة على خليج سانت بول وبلدة مليحة القريبة دون وقوع إصابات. قُتل فارس وجندي مالطي، وأسِر نحو 150 فارسًا ومالطيًا وكانت هذه خسائر المدافعين.

#### الإنزال في مرسى شلوق

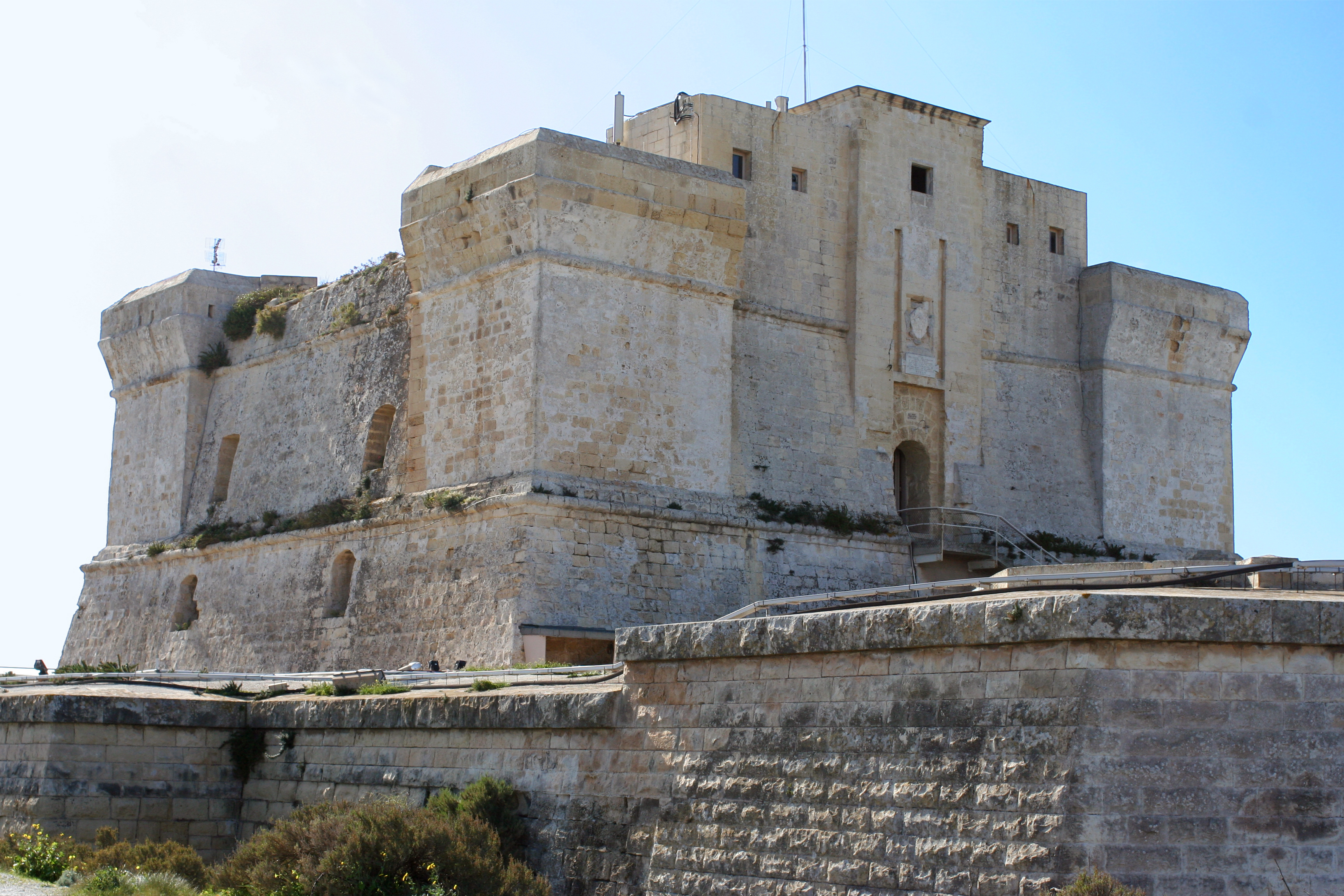
حصن سان لوسيان الذي سقط في يد الفرنسيين بعد بعض المقاومة

أنزِلت قوة بقيادة لويس دوزيه في مرسى شلوق، وهو خليج كبير في جنوب مالطا. كان الإنزال ناجحًا، وتمكن الفرنسيون من الاستيلاء على حصن سان لوسيان بعد بعض المقاومة. بعد الاستيلاء على الحصن، تخلى المدافعون عن التحصينات الساحلية الأخرى في الخليج، وأنزل الفرنسيون الجزء الأكبر من قواتهم دون مقاومة.

#### الإنزال في سانت جوليان والاستيلاء على مدينا
أنزِلت القوات بقيادة كلود هنري بيلغراند دي فوبوا في سانت جوليان والمنطقة المحيطة بها. أبحر قادس، واثنان من الغليون، وقارب طويل من البحرية التابعة للنظام من جراند هاربور في محاولة لمنع الإنزال، لكن جهودهم كانت غير مجدية.
أنزلت ثلاث كتائب من المشاة الخفيفة الرابعة وكتيبتين من الفوج التاسع عشر من الخط، وواجهتها بعض سرايا الفوج المالطي التي أظهرت مقاومة رمزية قبل التراجع إلى فاليتا. حاصرت القوات الفرنسية المدينة، وانضمت إليها قوات دوزيه التي نجحت في الإنزال في مرسى شلوق. ثم حاول المدافعون الإسبتاريون شن هجوم مضاد وأرسلوا قوات ضد الفرنسيين الذين بدأوا في التراجع. تقدم فرسان الإسبتارية والمالطية، لكنهم تعرضوا لكمين من قبل كتيبة من الفوج التاسع عشر من الخط فتضعضعت صفوفهم. ليبدأ الفرنسيون بالتقدم، ويتراجع المدافعون إلى المدينة المحصنة. استولى الفرنسيون على علم النظام الذي كان مرفوعًا على رأس القوة المدافعة.
مع محاصرة فاليتا، قاد فوبوا بعض القوات إلى مدينة مدينا القديمة، فانسحبت الميليشيات المتبقية بعد عمليات الإنزال. في اجتماع مجلس المدينة في قصر الأسقف، تقرر أن المقاومة غير مجدية ووافقوا على الاستسلام بشرط احترام دين الشعب وحريته وممتلكاته. بحلول الساعة 12:00، اتفقوا على الشروط واستسلمت المدينة لفوبوا.

#### الإنزال والاستيلاء على غودش
تألفت القوة الفرنسية التي أنزلت في جزيرة غودش من السرية الثالثة من الغريناديز واللواء 95 ديمي، وكان يقودها جان رينير. القائد جان أوربان فوجيير رافق رينير وشاركه الهجوم. دافع عن غودش ما مجموعه 2300 رجل، موزعين في سرية من 300 جندي نظامي (30 منهم امتطوا الخيل)، وفوج من 1200 من حرس السواحل، و800 من الميليشيات.
بدأ الإنزال نحو الساعة 13:00 في منطقة ريدوم كابِر بالقرب من نادور، بين بطارية الرملا اليمنى وبرج سوبو. فتح المدافعون النار على الفرنسيين، وساعدتهم المدفعية من البطاريات في الرملا وبرج سوبو. ردت القذائف الفرنسية على البطاريات، وتمكن الفرنسيون من التقدم إلى أرض مرتفعة على الرغم من النيران الكثيفة. استولى الفرنسيون على البطاريات في الرملا، وتمكنوا من إنزال بقية قواتهم. وكان من بين الضحايا في صفوف القوة الغازية الرقيب برتراند الذي قُتل برصاصة أثناء الإنزال.
سار رينير وجزء من اللواء 95 ديمي بعد ذلك إلى حصن شامبراي المتحكم بميناء غودش الرئيسي، مغار، في محاولة لقطع الاتصال مع مالطا. امتلأ الحصن باللاجئين من القرى المجاورة، واستسلم نحو الساعة 14:00. في هذه الأثناء، سار بقية اللواء 95 ديمي عبر زيرا إلى سيتاديلا في عاصمة الجزيرة الرباط. احتلت الكتيبة برج مارسالفورن. استسلمت سيتاديلا بحلول الليل. استولى الفرنسيون على نحو 116 قطعة مدفعية، 44 منها في سيتاديلا، و 22 في شامبراي، والباقي في التحصينات الساحلية المختلفة. واستولوا أيضًا على المسكيتات، وثلاثة مخازن للقمح.